# Brian Stann
Brian Stann Michael (Tóquio, 24 de setembro de 1980) é um ex-lutador americano de artes marciais mistas que lutava pelo Ultimate Fighting Championship. Antes de lutar no UFC, Stann lutou também no World Extreme Cagefighting, onde foi campeão dos Meio-Pesados. Stann foi durante nove anos fuzileiro dos Estados Unidos, onde chegou a ser capitão, chegando a participar de operações no Iraque.

## Cartel no MMA
| Res.    | Cartel | Oponente            | Método                              | Evento                                    | Data       | Round | Tempo | Local                   | Notas                                      |
| ------- | ------ | ------------------- | ----------------------------------- | ----------------------------------------- | ---------- | ----- | ----- | ----------------------- | ------------------------------------------ |
| Derrota | 12-6   | Wanderlei Silva     | Nocaute (socos)                     | UFC on Fuel TV: Silva vs. Stann           | 03/03/2013 | 2     | 4:08  | Saitama                 | Luta nos Meio Pesados; Luta da Noite.      |
| Derrota | 12-5   | Michael Bisping     | Decisão (unânime)                   | UFC 152: Jones vs. Belfort                | 22/09/2012 | 3     | 5:00  | Toronto, Ontario        |                                            |
| Vitória | 12–4   | Alessio Sakara      | Nocaute (socos)                     | UFC on Fuel TV: Gustafsson vs. Silva      | 14/04/2012 | 1     | 2:26  | Estocolmo               |                                            |
| Derrota | 11-4   | Chael Sonnen        | Finalização (triângulo de braço)    | UFC 136: Edgar vs. Maynard III            | 08/10/2011 | 2     | 3:51  | Houston, Texas          |                                            |
| Vitória | 11–3   | Jorge Santiago      | Nocaute Técnico (socos)             | UFC 130: Rampage vs. Hamill               | 28/05/2011 | 2     | 4:29  | Las Vegas, Nevada       | Luta da Noite.                             |
| Vitória | 10–3   | Chris Leben         | Nocaute Técnico (joelhadas e socos) | UFC 125: Resolution                       | 01/01/2011 | 1     | 3:37  | Las Vegas, Nevada       |                                            |
| Vitória | 9–3    | Mike Massenzio      | Finalização (triângulo de braço)    | UFC Live: Jones vs. Matyushenko           | 01/08/2010 | 3     | 3:10  | San Diego, California   | Estréia nos Médios. Luta da Noite.         |
| Derrota | 8–3    | Phil Davis          | Decisão (unânime)                   | UFC 109: Relentless                       | 06/02/2010 | 3     | 5:00  | Las Vegas, Nevada       |                                            |
| Vitória | 8–2    | Rodney Wallace      | Decisão (unânime)                   | The Ultimate Fighter: Heavyweights Finale | 05/12/2009 | 3     | 5:00  | Las Vegas, Nevada       |                                            |
| Vitória | 7–2    | Steve Cantwell      | Decisão (unânime)                   | UFC Fight Night: Diaz vs. Guillard        | 16/09/2009 | 3     | 5:00  | Oklahoma City, Oklahoma |                                            |
| Derrota | 6–2    | Krzysztof Soszynski | Finalização (kimura)                | UFC 97: Redemption                        | 18/03/2009 | 1     | 3:53  | Montreal, Quebec        |                                            |
| Derrota | 6–1    | Steve Cantwell      | Nocaute Técnico (socos)             | WEC 35: Condit vs. Miura                  | 03/08/2008 | 2     | 4:01  | Las Vegas, Nevada       | Perdeu o Cinturão Peso Meio Pesado do WEC. |
| Vitória | 6–0    | Doug Marshall       | Nocaute (soco)                      | WEC 33: Marshall vs. Stann                | 26/04/2008 | 1     | 1:35  | Las Vegas, Nevada       | Ganhou o Cinturão Peso Meio Pesado do WEC. |
| Vitória | 5–0    | Jeremiah Billington | Nocaute Técnico (socos)             | WEC 30: McCullough vs. Crunkilton         | 05/09/2007 | 1     | 3:07  | Las Vegas, Nevada       |                                            |
| Vitória | 4–0    | Craig Zellner       | Nocaute Técnico (socos)             | WEC 28: Faber vs. Farrar                  | 03/06/2007 | 1     | 4:57  | Las Vegas, Nevada       |                                            |
| Vitória | 3–0    | Steve Cantwell      | Nocaute Técnico (socos)             | WEC 26: Condit vs. Alessio                | 24/03/2007 | 1     | 0:41  | Las Vegas, Nevada       |                                            |
| Vitória | 2–0    | Miguel Cosio        | Nocaute Técnico (socos)             | WEC 21: Tapout                            | 15/06/2006 | 1     | 0:16  | Highland, California    |                                            |
| Vitória | 1–0    | Aaron Stark         | Nocaute Técnico (socos)             | SportFight 14                             | 06/01/2006 | 1     | 3:14  | Portland, Oregon        |                                            |